# Netscape Navigator
Netscape Navigator fue un navegador web, el primer producto comercial de la compañía Netscape Communications creada por Marc Andreessen (uno de los autores de Mosaic) cuando se encontraba en el National Center for Supercomputing Applications (NCSA: Centro Nacional de Aplicaciones para Supercomputadoras) de la Universidad de Illinois en Urbana-Champaign.
Netscape fue el primer navegador comercial. 
El navegador original fue en su día el dominante en términos de cuota de uso, pero como resultado de la primera guerra de navegadores, perdió prácticamente toda su cuota en favor de Internet Explorer.

## Historia

### Sus inicios
Netscape anunció el 13 de octubre de 1994 que lanzaría un navegador disponible de forma gratuita para todos sus usuarios no comerciales, y que las versiones beta 1.0 y beta 1.1 se podrán descargar en noviembre de 1994 y marzo de 1995. La versión 1.0 final estuvo disponible en diciembre de 1994. Netscape hizo gratuita la disponibilidad de su software porque tenía en sus políticas la noción de que el software para Internet no debía tener coste. 
En 1997, el Netscape Navigator 2.0 fue el primer navegador en incluir un lenguaje de script en las páginas web, al introducir JavaScript en su versión 2. Originalmente, apenas servía para algo más que para validar formularios, pero rápidamente se fue expandiendo.
Al añadirle capacidades para leer y enviar mensajes, tanto de correo electrónico como de netnews, aparece la versión Communicator. El editor de páginas Netscape Composer, introducido en la 'versión 3, da lugar a la denominación Gold para las distribuciones que lo incluyen.
Fue muy criticado por los partidarios de los estándares en Internet por introducir en el HTML gran cantidad de extensiones propietarias (o netscapismos), es decir, creadas por sus autores, sin respetar las recomendaciones del World Wide Web Consortium, lo que dañaba la compatibilidad de las páginas entre navegadores y al objetivo de llegar a la web semántica. Entre las extensiones propietarias introducidas por Netscape destacan los frames y los layers.
La versión 4 introdujo las hojas de estilo en cascada (CSS) y HTML dinámico a través de JavaScript y una extensión propietaria de HTML llamada layers. Por desgracia, esta versión estaba plagada de bugs, y su implementación del HTML dinámico era inferior a la del Internet Explorer 4. Esto, unido a la integración de Internet Explorer en Microsoft Windows, llevó a la llamada “guerra de navegadores” entre ambas compañías, que introdujeron abundantes extensiones propias e incompatibles entre sí a HTML y JavaScript. Esto obligó a muchos a crear dos versiones de sus páginas, una para cada navegador.
El resultado de esta ‘guerra’ fue la victoria del Internet Explorer, que consiguió una cuota del 98% en el uso de navegadores, y la posterior desaparición de Netscape Navigator. Esta victoria se debió, fundamentalmente, a la inclusión de Internet Explorer como un componente más de Microsoft Windows, lo que hacía que la inmensa mayoría de los usuarios lo tuvieran aunque no lo hubieran instalado como tal, y no se molestaran en buscar otro.
La versión 5 estuvo en desarrollo durante años, pero la dificultad de modificar el código fuente para permitir la modificación de las páginas tras su carga, unida a las progresivas pérdidas económicas de la empresa, hizo que nunca saliera al mercado. Así, Netscape perdió la guerra de los navegadores en favor de Internet Explorer, que ya iba por la versión 5. Finalmente, su código fue liberado, con el fin de que la comunidad de desarrolladores de software libre pudiera contribuir a terminarlo. Esto dio lugar a la Fundación Mozilla, que reescribió casi todo el código, creando el navegador Mozilla Application Suite.
Las versiones 6 y 7 se basaron en el código del proyecto Mozilla. En la actualidad, al haber abandonado Netscape el desarrollo de su navegador, se puede considerar a Mozilla Navigator como su sucesor.

### Liberación del proyecto
En marzo de 1997, Netscape liberó la mayoría del código de Netscape Communicator y lo puso bajo la licencia libre. El proyecto se llamó Mozilla. Se estimó que completar el código fuente (los elementos con copyright propietario tuvieron que ser eliminados) en una nueva versión de navegador, podría llevar un año, y de esta forma se decidió que la próxima versión del navegador Netscape, versión 5.0, se basaría en esta. Netscape asignó sus ingenieros de desarrollo de su navegador para que ayudaran en el proyecto.
Después de un año, era evidente que el desarrollo de Mozilla no era tan veloz, por lo que Netscape reasignó algunos de sus ingenieros a la versión Netscape Communicator 4.5. Esto tuvo el efecto de redirigir parte de los esfuerzos en una línea muerta, mientras el navegador de Microsoft, Internet Explorer 5.0, estaba todavía desarrollándose. Los ingenieros de Mozilla decidieron tirar el código de Communicator y empezar desde cero. La primera versión pública de Mozilla, dos años más tarde, no tuvo mucha aceptación ya que muchas computadoras de nivel medio eran demasiado lentos para ejecutar un navegador que utilizaba su propia interfaz gráfica de usuario y personalizable con el lenguaje Extensible Markup Language (XML).
Se evitó la versión 5 porque Microsoft Internet Explorer 5.0 estaba disponible desde hacía un año y medio. Había planes para liberar una versión 5.0 basada en el código 4.x, pero esta idea fue desechada y se utilizaron todos los recursos para trabajar en la versión de Mozilla Netscape 6.0, en lo que algunos empleados de Netscape todavía consideran uno de los mayores errores en la historia de la empresa.
Con bastante publicidad, la empresa AOL como nueva dueña de Netscape, liberó Netscape 6 el 14 de noviembre de 2000, basado en el código de la versión anterior de Mozilla. El producto fue una decepción colosal: era enorme, lento, inestable y  visualmente no atractivo (para la gran mayoría). Nada de esto fue una sorpresa, ya que el núcleo de Mozilla no estaba cerca de estar disponible como nueva versión por sí mismo, y era muy inestable.
Netscape 6.1 y Netscape 6.2, liberados en 2001, solucionaron los problemas de estabilidad, pero eran demasiado grandes y lentos, y no mejoraron la mala reputación de Netscape 6, por lo que fueron ignorados de forma generalizada por el mercado.
En 2002, AOL liberó Netscape 7: basado en el núcleo de Mozilla 1.0, más estable y notablemente más rápido, tenía varios extras como el AOL Instant Messenger integrado, ICQ y Radio@Netscape. El mercado respondió que era esencialmente una versión re-empaquetada de Mozilla con una serie de herramientas integradas que permitían acceder a los servicios gestionados por AOL, por lo que fue ignorado nuevamente. La competencia entre las alternativas no-Microsoft maduras y competentes como el navegador Opera y la distribución de Mozilla fue otro factor decisivo. La versión Netscape 7.1 (basada en Mozilla 1.4) fue también ignorada.
En la plataforma Windows, el navegador Netscape ha sido irrelevante durante bastantes años. Todavía hay algunos usuarios de versiones recientes, pero la mayoría son personas que no están dispuestas, o no pueden, cambiar de navegador desde las versiones 4.x, ya que normalmente los navegadores más recientes requieren máquinas con mayor potencia de cálculo para un rendimiento aceptable. En otras plataformas, que no tienen la posibilidad de instalar Internet Explorer, como GNU/Linux, Netscape mantuvo su posición como navegador dominante durante más tiempo. Únicamente en los últimos años, la aparición de otras alternativas como Mozilla y Konqueror han supuesto un incremento de la competencia.

### Fin de Netscape
AOL anunció el 14 de julio de 2003 que iba a retirar a todo el personal de desarrollo que trabajaba en la versión de Netscape de Mozilla. Combinado con el acuerdo entre Microsoft y AOL para utilizar la versión de Internet Explorer en las futuras versiones de software, marcó el final de Netscape como entidad. El nombre de marca Netscape como proveedor de servicios de Internet con llamada telefónica.
Netscape 7.2 se lanzó el 17 de agosto de 2004; AOL afirmó no haber continuado con la división del navegador Netscape.
En mayo de 2005 se publicó una nueva versión, Netscape 8.0, basada en Mozilla Firefox, pero ofreciendo también el motor de Internet Explorer para visualizar ciertas páginas.
En octubre de 2007 se lanzó la versión Netscape 9.0, que además de otras funcionalidades, permite la integración de los plugins de Firefox 2.
AOL canceló el soporte para Netscape a partir del 1 de marzo de 2008. Esto significa que a partir de esa fecha no se producirán parches de seguridad o nuevas versiones del navegador.
Inicialmente se había anunciado que el día 1 de febrero de 2008 se finalizaría el soporte técnico y desarrollo del navegador, pero se extendió la fecha hasta el 1 de marzo para crear un plugin que permitiría migrar a los usuarios de Netscape 9.0.x y 8.x a una versión especial de Flock, o a Mozilla Firefox. Fue así que el 20 de febrero se lanzó la última versión de Netscape Navigator, la 9.0.0.6. Al día siguiente, el navegador fue parchado, cerrando una larga historia en Internet.

## Bifurcaciones y réplicas
Algunos usuarios, aprovechando el código de Mozilla Firefox, han intentado revivir a Netscape Navigator. Entre estos proyectos se encuentran Netscape Reloaded y Netstep. Estos agregan funcionalidad, herramientas y aspectos similares a las usadas por Netscape mediante extensiones.